# Franklin (Vermont)
Franklin és una població dels Estats Units a l'estat de Vermont. Segons el cens del 2000 tenia 1.268 habitants.

## Demografia
Segons el cens del 2000, Franklin tenia 1.268 habitants, 429 habitatges, i 343 famílies. La densitat de població era de 12,7 habitants per km².
Dels 429 habitatges en un 42% hi vivien nens de menys de 18 anys, en un 66,4% hi vivien parelles casades, en un 8,2% dones solteres, i en un 20% no eren unitats familiars. En el 15,2% dels habitatges hi vivien persones soles el 4,7% de les quals corresponia a persones de 65 anys o més que vivien soles. El nombre mitjà de persones vivint en cada habitatge era de 2,9 i el nombre mitjà de persones que vivien en cada família era de 3,17.
Per edats la població es repartia de la següent manera: un 29,6% tenia menys de 18 anys, un 6,4% entre 18 i 24, un 30,5% entre 25 i 44, un 22,4% de 45 a 60 i un 11,1% 65 anys o més.
L'edat mediana era de 36 anys. Per cada 100 dones de 18 o més anys hi havia 101,6 homes.
La renda mediana per habitatge era de 39.926 $ i la renda mediana per família de 40.156 $. Els homes tenien una renda mediana de 27.589 $ mentre que les dones 21.776 $. La renda per capita de la població era de 17.222 $. Entorn del 3,7% de les famílies i el 5,5% de la població estaven per davall del llindar de pobresa.